# Morvi
Morvi è una suddivisione dell'India, classificata come municipality, di 145.719 abitanti, situata nel distretto di Morvi, nello stato federato del Gujarat. In base al numero di abitanti la città rientra nella classe I (da 100.000 persone in su). Con l'agglomerato urbano raggiunge i 178.055 abitanti.

## Geografia fisica
La città è situata a 22° 49' 0 N e 70° 49' 60 E e ha un'altitudine di 54 m s.l.m..

## Società

### Evoluzione demografica
Al censimento del 2001 la popolazione di Morvi assommava a 145.719 persone, delle quali 75.745 maschi e 69.974 femmine, mentre l'agglomerato urbano raggiungeva le 178.055 persone, delle quali 92.639 maschi e 85.416 femmine. L'agglomerato urbano è formato, oltre che dalla municipalità di Morvi, anche da 6 borgate (outgrowths) di nome Madhapar (ma solo in parte), Amreli (anch'essa solo in parte), Mahendranagar (in parte), Trajpar, Bhadiyad (in parte) e Ravapara: la borgata di Madhapar aveva al 2001 4.622 abitanti (2.371 maschi e 2.251 femmine), Amreli 2.174 (1.154 maschi e 1.020 femmine), Mahendranagar 4.438 (2.392 maschi e 2.046 femmine), Trajpar 11.438 (5.964 maschi e 5.474 femmine), Bhadiyad 1.313 (661 maschi e 652 femmine) e Ravapara 8.351 (4.352 maschi e 3.999 femmine).